# Korrelation
Eine Korrelation (mittellat. correlatio für „Wechselbeziehung“) beschreibt eine Beziehung zwischen zwei oder mehreren Merkmalen, Zuständen oder Funktionen. Die Beziehung muss keine kausale Beziehung sein: Manche Elemente eines Systems beeinflussen sich gegenseitig nicht, oder es besteht eine stochastische, also vom Zufall beeinflusste Beziehung zwischen ihnen.
Der Begriff der Korrelation ist in diversen Kontexten von Bedeutung:
- In der Statistik wird der Zusammenhang zwischen zwei statistischen Variablen mit verschiedenen Zusammenhangsmaßen gemessen. Ein bekanntes Zusammenhangsmaß ist der Bravais-Pearson-Korrelationskoeffizient.
- In der Signalanalyse bzw. Bildanalyse wird zur Beschreibung des Zusammenhangs zweier Signale mit unterschiedlichen Zeit- bzw. Ortsverschiebungen die Kreuzkorrelationsfunktion eingesetzt. Für Details siehe Korrelation (Signalverarbeitung).
- In der Informationstheorie kann die allgemeine (nicht notwendigerweise lineare) Korrelation zweier Zufallsgrößen mit Hilfe der Transinformation quantifiziert werden.
- In der Softwaretechnik bezeichnet der Korrelationstest ein Verfahren, in dem nicht nur einzelne Parameter einer Funktion auf Plausibilität (zum Beispiel in Datentyp oder Wertebereich) geprüft werden, sondern auch Kombinationen dieser Parameter berücksichtigt werden.
- In der archäologischen und geologischen Stratigraphie ist Korrelation die anhand gleicher Merkmale feststellbare relative Altersgleichheit räumlich getrennter Schichten(folgen)
- In der Quantenphysik sind die Messergebnisse an verschränkten Teilsystemen – von zusammengesetzten physikalischen Systemen – miteinander korreliert, das heißt, dass je nach dem Ergebnis der Messung an einem Teilsystem für die möglichen Messergebnisse an dem oder den anderen Teilsystemen eine veränderte Wahrscheinlichkeitsverteilung vorliegt. Diese durch Quantenverschränkung erzeugten Korrelationen werden auch als Quantenkorrelationen bezeichnet.[1][2][3]

## Beschreibung
Eine Korrelation als Maß des Zusammenhangs soll zwei Fragen klären:
1. Wie stark ist der Zusammenhang?
Die Maßzahlen der Korrelation liegen betragsmäßig meist in einem Bereich von Null (kein Zusammenhang) bis Eins (starker Zusammenhang). Betrachtet man die Haar- und Augenfarbe von Studenten, so ergibt sich ein korrigierter Kontingenzkoeffizient von 0,55. Da dieser im mittleren Bereich zwischen Null und Eins liegt, besteht ein mittelstarker Zusammenhang.
Falls möglich, welche Richtung hat der Zusammenhang?
Ein Beispiel für eine positive Korrelation (wenn mehr, dann mehr) ist: „Mehr Futter, dickere Kühe.“ Ein Beispiel für eine negative oder Antikorrelation (wenn mehr, dann weniger) ist: „Mehr zurückgelegte Strecke mit dem Auto, weniger Treibstoff im Tank.“
Oft gibt es Sättigungsgrenzen. Beispiel: Wenn ich mehr Gas gebe, fährt mein Auto schneller (aber nicht schneller als seine technisch bedingte Maximalgeschwindigkeit). In vielen Korrelationen der Wirtschaft gilt: Die Grenzkosten steigen und der Grenznutzen sinkt.
2. Wie ist die Skalierung der an der Korrelation beteiligten Variablen?
Wichtig zur Bestimmung des Korrelationskoeffizienten ist das jeweilige Skalenniveau. Je nach Skalenpaarung ist ein anderes Korrelationsmaß zu bestimmen und unterschiedlich zu interpretieren, beispielsweise CramersV oder Phi bei nominaler Paarung, Spearman’scher Rangkorrelationskoeffizient bei ordinaler Paarung und der Produkt-Moment-Korrelationskoeffizient von Bravais und Pearson bei der Korrelation metrisch (auch kardinal) skalierter Merkmale.

## Korrelation und Kausalzusammenhang

### Von der Korrelation zum Kausalzusammenhang
Eine Korrelation beschreibt keine Ursache-Wirkungs-Beziehung in die eine und/oder andere Richtung, d. h. aus einem starken Zusammenhang folgt nicht, dass es auch eine eindeutige Ursache-Wirkungs-Beziehung gibt.
Beispiele:
- Aus der Tatsache, dass in Sommern mit hohem Speiseeisumsatz viele Sonnenbrände auftreten, kann man nicht schlussfolgern, dass Eisessen Sonnenbrand erzeugt.
- Zwischen dem Rückgang der Störche und der Geburtenrate in einer Region könnte es durchaus einen Zusammenhang geben. Die Ursache liegt aber weder darin, dass Störche Kinder bringen, noch darin, dass Störche sich zu Kindern hingezogen fühlen. Der Zusammenhang wäre sehr viel indirekterer Natur, z. B. Umweltverschmutzung mit Folgen für Mensch und Tier.
- Menschen, die viel lachen, geben in Meinungsumfragen regelmäßig an, glücklicher zu sein als andere. Da diese beiden Phänomene stets zusammen auftreten, ist denkbar,
  - dass glückliche Menschen mehr lachen,
  - dass Menschen, die viel zu lachen haben, dadurch glücklicher werden,
  - dass es gar keinen direkten Zusammenhang gibt, sondern dass sowohl das Lachen wie auch das Glück davon abhingen, wie das Wetter an dem Tag war, an dem die Beobachtungen gemacht wurden.

In den ersten beiden Beispielen hängen die jeweiligen Messgrößen über eine dritte Größe ursächlich zusammen. Im ersten Fall ist es die Sonneneinstrahlung, die sowohl Eisverkauf als auch Sonnenbrand bewirkt, im zweiten Fall die Verstädterung, die sowohl Nistplätze vernichtet als auch dazu führt, dass Menschen weniger Kinder bekommen (siehe Vereinbarkeit von Familie und Beruf). Korrelationen dieser Art werden etwas missverständlich Scheinkorrelationen genannt (eigentlich handelt es sich um Schein-Kausalitäten).
In der Presse werden Korrelationen oft in einer Weise berichtet, die eine direkte Kausalität suggeriert, obwohl eine Gemengelage direkter und indirekter Zusammenhänge besteht.
| Beispiele für Schlagzeilen                                         | denkbare alternative Einflussfaktoren und Wirkmechanismen | Anmerkungen |
| ------------------------------------------------------------------ | --- | --- |
| Zuwanderer sind häufiger kriminell                                 | Diebstahl, Raub u. ä. sind häufig Verzweiflungstaten. Solche Verzweiflung entsteht u. a. durch finanzielle Armut, geringen sozio-ökonomischen Status, Arbeits- und Orientierungslosigkeit und fehlenden Halt in Familie und Freundeskreis wie bei Um- und Zuzug meist der Fall; Aggression ist u. a. ein häufiges Symptom von Traumatisierungsfolgestörungen, die beispielsweise häufig mit Flucht und Vertreibung einhergehen; Phänomen der selbsterfüllenden Prophezeiung: erfährt ein Mensch immer wieder, dass mit den ihm eigenen sichtbaren Merkmalen (Bsp. junger Mann dunkler Hautfarbe mit spezifischem sprachlichen Akzent) in der Gesellschaft bestimmte Persönlichkeitseigenschaften oder Verhaltensweisen assoziiert werden (Bsp. geringerer beruflicher Erfolg, höheres Aggressionspotenzial/Gewaltbereitschaft, Unehrlichkeit …), kann diese ständige Konfrontation zur zunehmenden Adaption eben jener Verhaltensweisen/Eigenschaften führen. Leider führt auch der Versuch, der Gesellschaft „das Gegenteil zu beweisen“ und z. B. in schulischen Abschlussprüfungen besonders erfolgreich abzuschneiden, durch den so induzierten konstanten Stress und die zusätzliche kognitive Belastung häufig genau zum gegensätzlichen (und insofern wieder klischeehaft erwarteten) Ausgang (Bsp. schlechteres Testergebnis und so geminderte (Berufs-)Chancen trotz eigentlich hoher Intelligenz). | Problem in diesem spezifischen Beispiel ist auch, dass Kriminalität häufig zu schlecht ausdifferenziert wird. Beispielsweise wurde in Flüchtlingskriminalitätsstatistiken immer wieder auch Schwarzfahren eingerechnet, was häufig nicht (nur) auf finanzielle Engpässe zurückzuführen ist, sondern (auch) auf mangelhafte Einweisung in das ÖPNV-System bzw. den korrekten Ablauf von Auswahl der Preisstufe über Bezahlvorgang zum Abstempeln. Auch die häufig vorhandene Sprachbarriere ist hier ein nicht zu ignorierender Faktor. Fraglich ist also, ob Schwarzfahren und ähnliche oft auf nur vorübergehende/anfängliche Verständnisprobleme zurückzuführende Delikte in die gleichen Vergleichsstatistiken zur Kriminalität einfließen sollten wie schwere Verbrechen. |
| CO2 erklärt Nahtoderfahrung                                        | Ab dem Herztod steigt der CO2-Level im Blut schnell an, da das CO2-reiche (und sauerstoffarme) Blut nicht mehr über den Lungenblutkreislauf durch sauerstoffreiches (CO2-armes) Blut „ersetzt“ werden und über den großen Blutkreislauf zu den Organen (inkl. dem Gehirn) transportiert werden kann. Relativ schnell darauf tritt – bei nicht rechtzeitig eingeleiteten Hilfsmaßnahmen – auch der irreversible Hirntod ein. In der dazwischenliegenden Phase (herztot, noch nicht hirntot) erleben viele Patienten sogenannte Nahtoderfahrungen. Dass also in einem ähnlichen Zeitraum sowohl ein Anstieg des CO2-Levels im Blut als auch das Auftreten von Nahtoderfahrungen beobachtet werden kann, sagt noch nichts über Ursächlichkeit aus. Alternativ könnte der Abfall der Sauerstoffkonzentration verantwortlich sein, vielleicht bestehen Nahtoderfahrungen in diesem Zeitfenster jedoch auch völlig unabhängig von jeglichen parallel ablaufenden körperlichen Veränderungen. Eine mögliche Kausalität (Ursachenzuordnung) lässt sich hier nur schwer überprüfen, da beide Phänomene (CO2-Anreicherung und Nahtoderfahrung) unweigerlich (nur) in diesem spezifischen Zeitfenster auftreten und schwer experimentell kontrolliert werden können. | [ 6 ] |
| Größere Leute verdienen mehr                                       | Konfundierende Variable (zusätzlicher Einflussfaktor) könnte sein: Selbstvertrauen – höheres Selbstbewusstsein in körperlich größeren Menschen führt über Zwischenschritte zu im Schnitt besser bezahlten Arbeitsstellen | [ 7 ] |
| Kreative haben mehr Sex                                            | Neben den vermuteten für diese Berufsgruppe spezifischen und ggf. „attraktiveren“ Persönlichkeitseigenschaften sind mögliche Gründe: Berufe mit flexibler Zeiteinteilung könnten ein reicheres Sexleben ermöglichen; Grundsätzliche Zufriedenheit als ermöglichender Faktor erfüllter Sexualität hängt vielleicht von Gefallen am Job und Überzeugung von dessen Sinnhaftigkeit ab, was möglicherweise in künstlerischen Berufen häufiger der Fall ist, für die sich die dort Tätigen oft gegen familiären und gesellschaftlichen Widerstand hinwegsetzen mussten. | Worst Case Szenario: Im Fall dieser Studie stimmt schon die Überschrift nicht mit dem Studieninhalt bzw. -ergebnis überein: Aussage der Studie war, dass hauptberuflich im kreativen Bereich tätige Menschen im Schnitt doppelt so viele Sexualpartner haben wie der „Rest“. Vor diesem Hintergrund kommt als weitere Ursache die Gruppendynamik und minderheitsinternen Normen innerhalb vieler Künstlergesellschaften in Frage. Studienspezifisch kommt als kritisch zu betrachtender Faktor die Erhebungsweise und die Begrenzung der Befragung auf eine relativ kleine Stichprobe von insgesamt nur 425 Briten hinzu. |
| Glückliche Menschen sind gesünder                                  | Körperliche und psychische Gesundheit oder auch nur die Abwesenheit von Krankheit trägt mitunter maßgeblich zum subjektiven Glücksempfinden bei. Auch hier kann zudem eine gemeinsame (moderierende) Einflussvariable der Sozioökonomische Status bzw. die zur Verfügung stehenden finanziellen Mittel und der Bildungsgrad sein, die sowohl Einfluss auf das allgemeine Sicherheitsempfinden, Stressfaktoren und der übertragenen Verantwortung (beruflich und privat, für sich selbst und andere) sowie auf das Essverhalten haben. | [ 9 ] |
| Senkung der Arbeitslosigkeit erfordert starkes Wirtschaftswachstum | Vielleicht umgekehrte Kausalitätsrichtung: Stärkung des Wirtschaftswachstums erfordert geringere Arbeitslosigkeit | [ 10 ] |

In manchen Fällen mag die vermutete und ggf. naheliegende Kausalität (Ursache-Wirkungs-Gefüge) tatsächlich vorliegen, die reine Feststellung einer Korrelation lässt eine solche Aussage aber nie mit Sicherheit zu.

### Vom Kausalzusammenhang zur Korrelation
Liegt allerdings tatsächlich eine Ursache-Wirkungs-Beziehung vor, dann erwartet man eine Korrelation von Ursache und Wirkung. Eine Korrelation wird als Indiz dafür gewertet, dass zwei statistische Größen ursächlich miteinander zusammenhängen könnten.
Das funktioniert immer dann besonders gut, wenn beide Größen durch eine „Je … desto“-Beziehung (Proportionalität) miteinander zusammenhängen und eine der Größen alleine von der anderen Größe abhängt.
Beispielsweise kann man nachweisen, dass Getreide unter bestimmten Bedingungen besser gedeiht, wenn man es mehr bewässert. Diese Erkenntnis beruht auf dem Wissen über das Getreide – zum Beispiel durch Erfahrung oder wissenschaftliche Überlegungen. Die Korrelation unterscheidet nicht, ob das Wasser direkt auf das Wachstum des Getreides wirkt, oder ob es nicht etwa stattdessen die Lebensbedingungen eines Pflanzenschädlings verschlechtert, der darum das Wachstum des Getreides weniger stark behindert, als zuvor. Eine Ursache-Wirkung-Beziehung kann nur beschreiben, welche Seite (hier das Wasser) eine Wirkung (das Wachstum des Getreides) hat. Gibt es mehrere Einflussfaktoren auf das Wachstum des Getreides (beispielsweise die Temperatur, den Nährstoffgehalt des Bodens, das einfallende Licht usw.), ist die Menge des Wassers nicht mehr die einzige Erklärung für das Wachstum des Getreides. Die Erklärungskraft reduziert sich somit. Die Korrelation zwischen der Menge des Wassers und dem Wachstum des Getreides bleibt jedoch unverändert; sie ist ein tatsächlicher Zusammenhang, den man aber nicht immer beweisen bzw. vollständig beschreiben kann.

### Fehlschlüsse – Cum hoc ergo propter hoc
Der Fehlschluss von Korrelation auf Kausalität wird auch als Cum hoc ergo propter hoc bezeichnet. Um Kausalitäten wirklich herstellen und Kausalitätsrichtungen definieren zu können, ist grundsätzlich eine substanzwissenschaftliche Betrachtung notwendig. Die Frage „warum wirkt sich Lärm im Haus negativ auf die Intelligenz der Kinder aus?“ kann in diesem Fall nur von Personengruppen mit entsprechendem Fachwissen, wie zum Beispiel Psychologen und Umweltwissenschaftlern, erklärt werden.
Zur Beurteilung einer Hypothese wären zum Beispiel Experimente nötig, bei denen ein Faktor experimentell festgelegt wird (z. B. der Lärm im Haus) und der andere Faktor gemessen wird (z. B. Intelligenz der Kinder). Solche Experimente würden mithilfe der Regressionsanalyse oder Varianzanalyse evaluiert. Eine Regression dagegen beschreibt den Zusammenhang, kann ihn aber nicht erklären. Viele derartige Experimente sind nicht durchführbar:
- zu lange Dauer und/oder
- zu hohe Kosten und/oder
- unethisch.

Aufgrund ihres Fokus auf den Menschen sind für viele sozialwissenschaftliche und medizinische Fragestellungen nur korrelative Studien, meist aber keine Experimente ethisch zu rechtfertigen. Um Korrelationsergebnisse als kausal interpretieren zu können, sind weitere Untersuchungen erforderlich (dabei können z. B. langzeitige Zusammenhänge hilfreich sein; dazu macht man Längsschnittstudien). Teilweise werden korrelative Studien fälschlicherweise wie Experimente interpretiert.
Es gibt Fälle negativer Korrelation bei gleichzeitiger Kausalität.

## Mathematische Darstellung
Im Gegensatz zur Proportionalität ist die Korrelation nur ein statistischer Zusammenhang. Häufig wird der lineare oder monotone Zusammenhang zweier Variablen bestimmt. Das bedeutet in diesen Fällen, dass die Korrelation zwischen {\displaystyle x} und {\displaystyle y} durch die Gleichung {\displaystyle y_{i}=\beta _{1}+\beta _{2}\ x_{i}+\varepsilon _{i}} beschrieben werden kann; ist {\displaystyle \beta _{2}>0} liegt eine positive Korrelation vor, bei {\displaystyle \beta _{2}<0} liegt eine negative Korrelation vor. Aus dieser Eigenschaft folgt, dass keine Schätzung von {\displaystyle y} ohne die Kenntnis der Parameter {\displaystyle \beta _{1}} und {\displaystyle \beta _{2}} möglich ist. Die Parameter für den unterstellten linearen Zusammenhang können mittels einer linearen Regression geschätzt werden.
Die Verwechslung von Korrelation und direktem Kausalzusammenhang wird dadurch gefördert, dass bei Berechnung der Korrelationskoeffizienten {\displaystyle r_{xy}} nach Pearson und bei der linearen Regression mit einer unabhängigen Variablen mathematisch ganz ähnliche Verfahren zum Tragen kommen. In Regressionsanalysen wird das Bestimmtheitsmaß {\displaystyle R^{2}} angegeben; es ist gleich dem quadrierten Korrelationskoeffizienten {\displaystyle r_{xy}^{2}} und beschreibt die erklärte Varianz des einfachen Regressionsmodells. Dies fördert die falsche Vermutung, die beiden Verfahren mit ihren jeweiligen Interpretationsmöglichkeiten seien austauschbar. Die Korrelation beschreibt die Stärke des Zusammenhangs, während die Regression eine unterstellte Kausalrichtung des Zusammenhangs misst.

## Anwendung bei Kapitalanlagen
Der Korrelationsbegriff ist von erheblicher Bedeutung bei Kapitalanlagen. Es gilt: Das Gesamtrisiko des gesamten Portfolios ist umso geringer, je geringer die einzelnen Anlagen (Assets) miteinander korrelieren.
Beispiel für positive Korrelation: Besteht ein Portfolio nur aus vielen einzelnen Aktien, so kann der Kursrückgang von Aktie 1 auch zum Wertverlust von Aktie 2 und auch Aktie 3 in einem bestimmten Verhältnis führen. Besteht das Portfolio jeweils zur Hälfte aus Aktien und Renten, so ist der Verlust geringer, da nur eine geringfügige Korrelation Aktien-Renten besteht.
Allerdings gibt es auch negative Korrelationen, wenn auch geringere, z. B. bezüglich Aktie-Rente. Ist der Aktienmarkt schwach, so wird tendenziell in Renten investiert (Kapitalflucht in den sicheren Hafen). Die Rentenkurse steigen. Dies fängt jedoch nicht den Komplettverlust im Aktienbereich auf. Daher ist es sinnvoll, noch in andere Anlagen als Renten und Aktien zu diversifizieren. Die Risikominderung durch Diversifikation oder Investition in negativ korrelierte Assets bezeichnet man als Hedging. Bei einer idealen Diversifikation ist die Korrelation der Renditen negativ (genauer: −1).
Reduktion der Korrelation des Gesamtportfolios im Verhältnis zu seinen Einzelanlagen verbessert nach dem Markowitz-Modell das Rendite-Risiko-Verhältnis. Auf langfristiger Basis wird damit prinzipiell eine höhere Rendite bei geringerem Risiko erzielt.
Die Korrelation macht in erster Linie Aussagen über die Richtung des Verlaufs, z. B. von Aktienkursen, nicht jedoch über das Ausmaß der jeweiligen Veränderung. Aus der positiven Korrelation etwa einer Aktie von 0,8 lässt sich nicht errechnen, um wie viel der Aktienkurs bei einem 3-%-Anstieg des DAX steigt. Auch besagt die Korrelation nicht, ob der DAX auf die Aktie wirkt oder die Aktie auf den DAX. Für die Analyse von Wertpapieren wurde das Capital Asset Pricing Model entwickelt, dort kommt der Betafaktor als wichtige Kennzahl ins Spiel.